# Kjeholmen
Ne doit pas être confondu avec Kjeholmen (Fjell), Kjeholmen (Bjørnafjorden), Kjeholmen (Masfjorden) ou Kjeholmen (Sveio).
Kjeholmen est une île norvégienne dans le comté de Hordaland. Elle appartient administrativement à Storebø.

## Géographie
Rocheuse et couverte d'arbres, elle s'étend sur environ 343 m de longueur pour une largeur approximative de 182 m. 